# Parti de la Nation thaïe unie
Le Parti de la Nation thaïe unie (en thaï : พรรครวมไทยสร้างชาติ ; RTGS : Phak Ruam Thai Sarng Chart) est un parti politique thaïlandais fondé le 31 mars 2021 par Seksakon Atthawong, fondateur-greffier et ancien vice-ministre auprès du Premier ministre dans le second gouvernement de Prayut Cha-o-cha. Depuis le 3 août 2022, le parti est dirigé par Phiraphan Salirathawiphak.

## Historique
Prayut Chan-o-cha, alors Premier ministre en exercice, annonce en décembre 2022 sa candidature pour sa réélection aux élections législatives de 2023 sous les couleurs du parti, en le rejoignant. Le 17 janvier 2023, le parti élit Chan-o-cha comme président du comité d'orientation et de la stratégie du parti.

## Résultats électoraux

### Élections législatives
| Année | Tête de liste     | Voix      | %     | Rang | Sièges   | Statut               | Gouvernement           |
| ----- | ----------------- | --------- | ----- | ---- | -------- | -------------------- | ---------------------- |
| 2023  | Prayut Chan-o-cha | 4 673 691 | 11,90 | 5e   | 36 / 500 | Minorité (coalition) | Thavisin P. Shinawatra |